# Proenzim
Proenzim ili zimogen je neaktivni prekurzor enzima. Zimogenu su neophone biohemijske promene (kao što je hidrolizna reakcija koja otkriva aktivna mesta, ili menja njihovu konfiguraciju) da bi nastao aktivni enzim. Biohemijske promene obično se javljaju u Goldžijevom aparatu, gde se specifični deo enzimskog prekurzora razlaže  kako bi se aktivirao. Neaktivni deo koji je razložen može biti peptidna jedinica ili može biti nezavisno spojiv domen koja se sastoji od više od 100 ostataka. Iako ograničavaju sposobnost enzima, ovi N-krajevi koji proširiruju enzim ili "prosegment" često pomažu u stabilizaciji i sklapanju enzima.
Pankreas luči zimogene delom radi sprečavanja dejstva enzimskih proteina za varenje u ćelijama u kojima su sintetisani. Enzimi poput pepsina se stvaraju u obliku pepsinogena, neaktivnog zimogena. Pepsinogen se aktivira kada ga glavna ćelija pusti u HCl koji ga delomično aktivira. Još jedno delomično aktiviranje pepsinogena završava aktiviranje uklanjanjem peptida i pretvaranjem pepsinogena u pepsin. Neželjeno aktiviranje zimogena se može dogoditi kada kamen u žuču blokira sekrecijski kanal pankreasa, što izaziva akutni pankreatitis. 
Gljive takođe luče probavne enzime u obliku zimogene. Spoljašnje okruženje ima drugačiji pH nego unutrašnjost gljivične ćelije, što menja zimogensku strukturu u aktivni enzim.

## Primeri
Primeri zimogena su:
- Angiotenzinogen
- Tripsinogen
- Himotripsinogen
- Pepsinogen
- Većina proteina u  koagulacijskog sistema
- Neki od proteina sistema komplementa
- Prokaspaze
- Pacifastin
- Proelastaza
- Prolipaza
- Prokarboksipolipeptidaza

## Spoljašnje veze
- Webster entry on zymogen Архивирано на веб-сајту  (30. септембар 2007)
- Washington.edu[мртва веза]
- Molecular mechanisms for the conversion of zymogens to active proteolytic enzymes